# زمان استاندارد بنگلادش

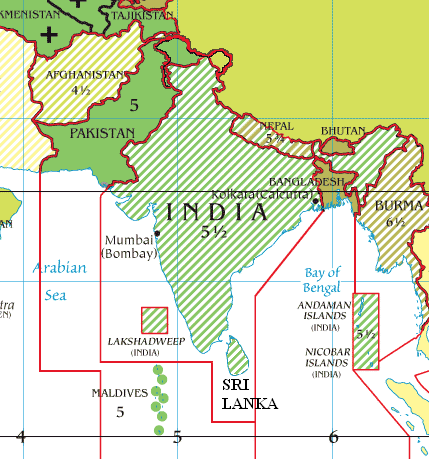
زمان استاندارد بنگلادش و مرزهای ملی

زمان استاندارد بنگلادش (بنگالی: বাংলাদেশ মান সময়) منطقه زمانی بنگلادش است که ۶ ساعت از ساعت هماهنگ جهانی جلوتر است و به‌عنوان زمان ملی کل کشور دیده می‌شود. در سال ۲۰۰۹ برای برآمدن از بحران برق طرح ساعت تابستانی برای بنگلادش در نظر گرفته شد ولی در سال ۲۰۱۰ لغو گردید.